# سكر بنك
تأسس سكر بنك أيه أس في عام 1953 في إسكي شهير، تركيا. في عام 1956، انتقل البنك إلى أنقرة وأطلق عليه اسم سكر بنك. تم تنفيذ الطرح العام الأولي للبنك في عام 1997، وفي عام 2004 نقل البنك مقره مرة أخرى، هذه المرة إلى اسطنبول، تركيا. يقدم بنك القروض الاستهلاكية وقروض السيارات وقروض الإسكان والقروض التجارية. الدكتور حسن البصري جوكتان هو رئيس مجلس إدارة بنك شكربنك.